# Heinrich Lübke
Heinrich Lübke (Enkhausen, Rin del Nord-Westfàlia, 14 d'octubre de 1892 – Bonn, 6 d'abril de 1972) fou un polític alemany, membre de la Unió Demòcrata Cristiana d'Alemanya i President de la República Federal Alemanya del 1959 al 1969.
Fou ministre d'agricultura en el govern de Rin del Nord-Westfàlia des de 1947 fins a 1952, ministre d'agricultura en el govern federal des de 1953 fins a 1959 i president de la República Federal Alemanya de 1959 a 1969.
Heinrich Lübke era un home d'origen humil, fill d'un sabater i agricultor de Sauerland. Fou designat per Konrad Adenauer com a candidat a la presidència federal, un càrrec amb funcions representatives, perquè considerà que el perfil de Lübke era l'ideal per a evitar crítiques als seus projectes polítics per part del Cap d'Estat. Lübke derrotà Carlo Schmid, el candidat a la presidència federal dels socialdemòcrates en la segona volta del procés d'elecció.
Lübke era un mal orador, circumstància per la que fou objecte de freqüents paròdies, especialment en los últims anys en la presidència quan la seva memòria es va veure afectada per la seva edat.